# Bactromantis virga
Bactromantis virga là một loài Bọ ngựa trong họ Bọ ngựa. Loài này được Scudder miêu tả năm 1896.